# 塩池県
塩池県（えんち-けん）は中華人民共和国寧夏回族自治区呉忠市に位置する県。

## 行政区画
- 鎮:花馬池鎮、大水坑鎮、恵安堡鎮、高沙窩鎮
- 郷:王楽井郷、馮記溝郷、青山郷、麻黄山郷